# Mazan-l’Abbaye
Mazan-l’Abbaye – miejscowość i gmina we Francji, w regionie Owernia-Rodan-Alpy, w departamencie Ardèche.
Według danych na rok 1990 gminę zamieszkiwało 210 osób, a gęstość zaludnienia wynosiła 5 osób/km² (wśród 2880 gmin regionu Rodan-Alpy Mazan-l’Abbaye plasuje się na 1417. miejscu pod względem liczby ludności, natomiast pod względem powierzchni na miejscu 100.).